# Anne Koedt
Anne Koedt (Copenhague, 1941) es una escritora feminista radical estadounidense. Es la autora de El mito del orgasmo vaginal (1969), ensayo feminista clásico sobre la sexualidad de las mujeres. Fue miembro activo del grupo New York Radical Women y fundó, junto con Shulamith Firestone, New York Radical Feminists.

## Trayectoria
Koedt fue miembro fundadora de New York Radical Women (NYRW), grupo feminista fundado en el otoño de 1967 pionero en la liberación de la mujer a través del activismo. Entre sus acciones figuran la interrupción en 1968 del desfile de Miss America, la escritura y publicación de obras feministas y el trabajo en pequeños grupos de mujeres con debate y reflexión conectando las cuestiones personales a la conciencia de la opresión política. A finales de 1968, fue también miembro fundadora de The Feminists, un estricto grupo de feministas separatistas iniciado por Ti-Grace Atkinson después de que ella dejara la facción neoyorquina de la Organización Nacional de Mujeres; otros miembros prominentes fueron Sheila Michaels, Barbara Mehrhof, Pamela Kearon y Sheila Cronan. En 1969, Koedt dejó The Feminists para formar New York Radical Feminists (NYRF) junto con Shulamith Firestone. NYRF se organizaba en pequeñas facciones o «brigadas» con nombres de feministas notables del pasado; Koedt y Firestone dirigieron la Brigada Stanton-Anthony. En 1970, el enfrentamiento entre facciones habían alejado tanto a Koedt como a Firestone del grupo que habían fundado, y Koedt se retiró del activismo organizado, comentando finalmente: «Terminé con los grupos después de eso».

## Obras

### El mito del orgasmo vaginal
En 1968, Anne Koedt publicó El mito del orgasmo vaginal en Notes from the First Year (Notas del primer año), un diario mecanografiado de veintinueve páginas editado por el grupo feminista radical New York Radical Women. Para cuando apareció una versión ampliada en Notes From the Second Year (Notas del segundo año), el artículo de Koedt se había convertido en un clásico feminista. En el artículo, Koedt desafió las posiciones dominantes de la época sobre el placer sexual femenino sostenidas por la mayoría de los expertos médicos y psicoanalistas de la época, que eran casi exclusivamente hombres. En particular, el artículo discrepaba con el relato freudiano predominante de la sexualidad femenina que descartaba el orgasmo del clítoris por considerarlo "juvenil" y veía el orgasmo logrado a través de la vagina como la única forma "madura". Las mujeres que no lograban el orgasmo a través de las relaciones heterosexuales y la penetración fueron etiquetadas como disfuncionales o frígidas por la comunidad profesional. En opinión de Koedt, este enfoque culpó injustamente a las mujeres por su falta de satisfacción durante el sexo heterosexual, se patologizó erróneamente la función sexual femenina normal y provocó que muchas mujeres buscaran un tratamiento psicoanalítico innecesario para una dolencia inexistente en vez de explorar técnicas que llevaran a una experiencia sexual placentera. En apoyo de su posición, Koedt reunió investigaciones actualizadas sobre la anatomía femenina y la respuesta sexual, incluido el trabajo reciente de Alfred Kinsey y Masters y Johnson, para demostrar que el clítoris, en lugar de la vagina, es el sitio primario de la estimulación erótica. Koedt continuó argumentando que el chauvinismo masculino y la necesidad de mantener a las mujeres en un papel subordinado fueron la principal fuerza motriz que perpetuaba los conceptos erróneos sobre la sexualidad femenina.
El artículo fue ampliamente difundido en forma de panfleto, inspirando a muchas seguidoras en la defensa del celibato o en la promoción del lesbianismo como alternativa positiva a la heterosexualidad para las mujeres. Otras lectoras feministas fueron más críticas, cuestionando de manera particular la afirmación de Koedt de que las mujeres que declararon experimentar orgasmos vaginales estaban confundidas por falta de educación sobre sus propios cuerpos o "fingiendo" para no ofender los egos de sus amantes masculinos.

### Las mujeres y el movimiento radical
El 17 de febrero de 1968, Koedt pronunció un discurso sobre la liberación de las mujeres y el papel que las feministas radicales deben desempeñar en la revolución femenina con el fin de cambiar el concepto general fundamental de la mujer. Koedt aboga por un cambio sistemático e insta a las mujeres radicales a desafiar la dinámica dominante / sumisa que da forma a las relaciones entre hombres y mujeres. Koedt se refiere a los problemas de las mujeres y la liberación de las mujeres como un problema social y político que tiene muchas similitudes con la lucha por el poder negro. Koedt también aborda el tema de la supremacía masculina y cómo mejorar la condición de las mujeres como un grupo oprimido dentro de la sociedad, destacando la importancia de luchar por las mujeres no solo dentro del movimiento radical. En su discurso, Koedt hace un llamamiento a las mujeres radicales para aprender de la historia y de las revoluciones pasadas en las que las mujeres formaban parte de los beneficios, como la revolución estadounidense y la revolución económica / soviética. El discurso concluye que para cambiar la estructura básica de la sociedad que otorga poder a los hombres sobre las mujeres, las mujeres no deberían apoyar ninguna revolución que busque crear un cambio sin preocuparse por la liberación de las mujeres de la posición dominante de los hombres en la sociedad. No es suficiente para mejorar las características secundarias de la libertad o para obtener ciertos privilegios, la verdadera revolución radical debe abordar la estructura básica de la opresión femenina dentro de una sociedad patriarcal. El discurso fue recogido en Notes from the First Year.

### Otros escritos
Koedt escribió en diciembre de 1969 Politics of the Ego: A Manifesto for New York Radical Feminists (Políticas del ego: un manifesto para las feministas radicales de Nueva York) publicado en Notes from the Second Year y más tarde en la antología Radical Feminism (Feminismo Radical).  Un extracto de este manifiesto continuó circulando como parte del panfleto de la "Introducción a las Radicales Feministas de Nueva York en 1976 hasta el cierre de la oficina en 1989 .
Koedt fue editora del Notes From the Third Year reemplazando a Shulamith Firestone en 1972. Algunos grupos feministas consideraron que las posiciones feministas más radicales que se habían incluido anteriormente fueron quedaron fuera de esta tercera edición.

## Activismo
En 1978, Koedt se asoció al Women's Institute for Freedom of the Press (WIFP). una organización que tiene por objetivos aumentar la comunicación entre mujeres y conectar al público con medios basados en las mujeres. 

## Selección de trabajos
- The Myth of the Vaginal Orgasm. Somerville: New England Free Press. 1970. OCLC 2393445.   Disponible en línea. Y también como un artículo: Koedt, Anne (1968). «The myth of the vaginal orgasm». Notes from the Second Year. 1968. OCLC 2265246.  Reprinted Cuando: Koedt, Anne (1996), "Koedt, Anne (1996), «The myth of the vaginal orgasm»,  en Jackson, Stevi; Scott, Sue, eds., Feminism and sexuality: a reader, New York: Columbia University Press, pp. 111-116, ISBN 9780231107082..",  en Jackson, Stevi; Scott, Demanda, Feminismo y sexualidad: un lector, Nueva York: Columbia Prensa Universitaria, pp. ,

- Lesbianism and feminism (pamphlet). Chicago: Chicago Women's Liberation Union. 1971. OCLC 61667966. Archivado desde el original el 29 de abril de 2015. Consultado el 20 de agosto de 2018. Del original
- Koedt, Anne, ed. (1973). Radical feminism. Times Books. ISBN 9780812962208.